# Крайпау
Крайпау (нем. Kreypau) — деревня в Германии, в земле Саксония-Анхальт. Входит в состав города Лойна района Зале.
Ранее Крайпау имела статус общины (коммуны), подразделявшейся на 3 сельских округа. Население составляло 284 человек (на 31 декабря 2021 года). Община занимала площадь 12,38 км².
31 декабря 2009 года община Крайпау вошла в состав города Лойна.

## Достопримечательности
Церковь, построенная в середине XVI века.

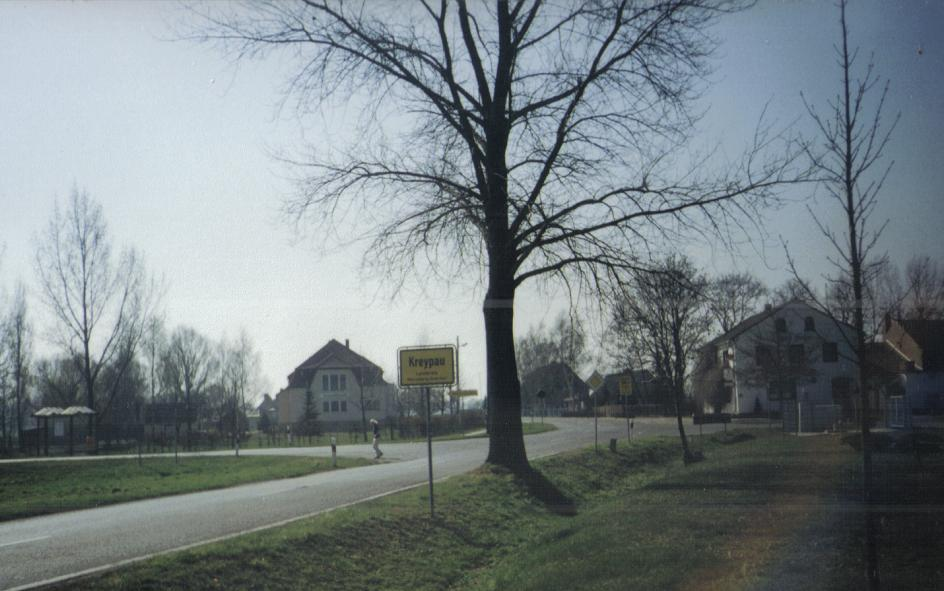
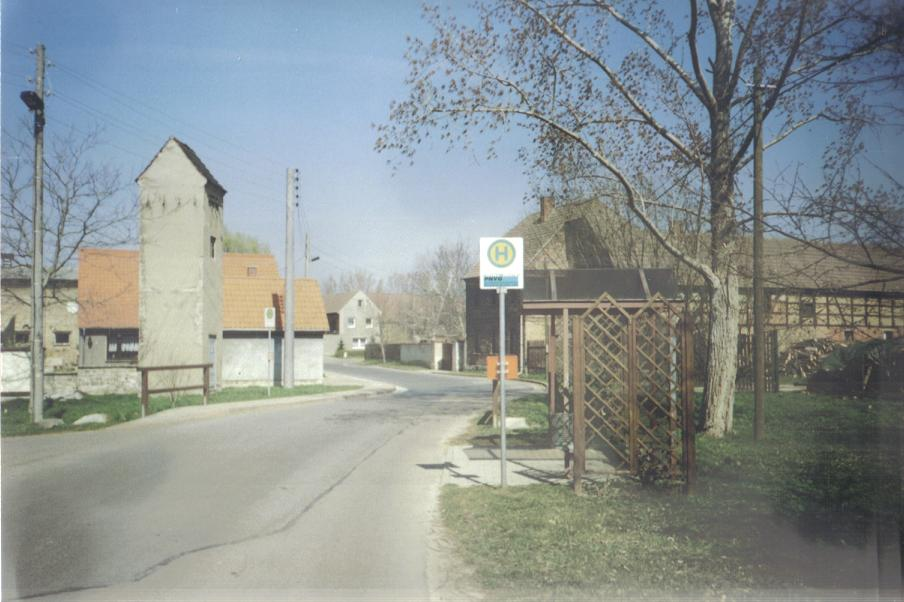
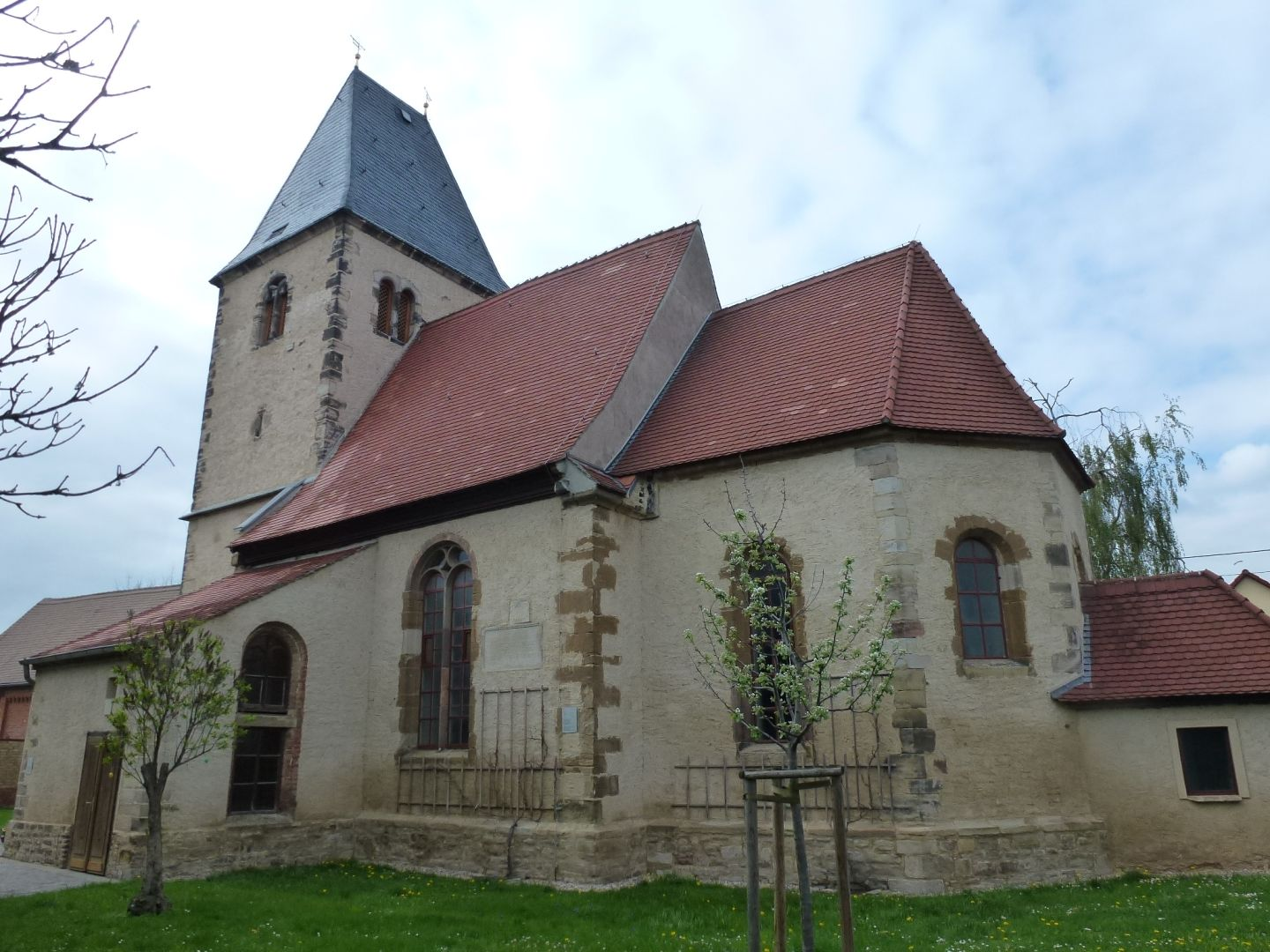